# Popowia
Popowia es un género de plantas fanerógamas perteneciente a la familia de las anonáceas. Son nativas del sudeste de Asia hasta Australia.

## Descripción
Son arbustos o árboles pequeños. Limbo granular o subgranular en textura, glabras, pubescentes o tomentosas. Las inflorescencias de hojas opuestas o extra-axilares. Flores pequeñas, bisexuales. 3 sépalos, ligeramente más pequeños que los pétalos, valvados. Pétalos 6, en 2 verticilos, pétalos gruesos. Frutos monocarpos subsésiles estipitdos, globosos [u ovoides]. Semilla 1 por monocarpo, rugosa o sin hueso y con una cresta circunferencial.

## Sistemática
El género fue descrito por Stephan Ladislaus Endlicher y publicado en Genera Plantarum 831. 1839. La especie tipo es: Popowia pisocarpa (Blume) Endl. 

### Especies
Se reconocen 111 especies:
- Popowia ambrensis Cavaco & Keraudren
- Popowia australis Benth.
- Popowia baillonii (Scott Elliot) Engl. & Diels
- Popowia barteri Baill.
- Popowia beccarii Scheff.
- Popowia beddomeana Hook. f. & Thomson
- Popowia bequaerti De Wild.
- Popowia bicornis Boutique
- Popowia boivinii Baill.
- Popowia bokoli Robyns & Ghesq. ex Boutique
- Popowia brachytricha Diels
- Popowia buchananii (Engl.) Engl. & Diels
- Popowia caesia Diels
- Popowia caffra Hook. f. & Thomson ex Benth.
- Popowia capea E.G. & A. Camus
- Popowia capuronii Cavaco & Keraudren
- Popowia caulantha Exell
- Popowia cauliflora Chipp
- Popowia chasei N. Robson
- Popowia congensis (Engl. & Diels) Engl. & Diels
- Popowia coursii Cavaco & Keraudren
- Popowia cyanocarpa Lauterb. & K. Schum.
- Popowia dalzielii Hutch.
- Popowia diclina Sprague
- Popowia dictyoneura Diels
- Popowia discolor Diels
- Popowia djumaensis De Wild.
- Popowia elegans Engl. & Diels
- Popowia enghiana Diels
- Popowia engleriana Exell & Mendonça
- Popowia ferruginea Engl. & Diels
- Popowia filamentosa Diels
- Popowia filipes Hemsl.
- Popowia foetida Maingay ex Hook. f. & generic Thompson
- Popowia foliosa Engl. & Diels
- Popowia fornicata Baill.
- Popowia germainii Boutique
- Popowia gerrardii (Baill.) Ghesq. ex Cavaco & Keraudren
- Popowia glaucocarpa Baill.
- Popowia glomerulata Le Thomas
- Popowia gracilis Engl. & Diels
- Popowia greveana (Baill.) Ghesq.
- Popowia hallei Le Thomas
- Popowia helferi Hook. f. & Thomson
- Popowia heterantha (Baill.) Diels
- Popowia heudelotii Baill.
- Popowia hookeri King
- Popowia humbertii Cavaco & Keraudren
- Popowia iboundjensis Pellegr.
- Popowia kirkii Benth.
- Popowia klainei Pierre ex Engl. & Diels
- Popowia klainii Engl.
- Popowia kurzii King
- Popowia lastoursvillensis Pellegr.
- Popowia laurentii De Wild.
- Popowia letestui Pellegr.
- Popowia letouzeyi Le Thomas
- Popowia littoralis Bagsh. & Baker f.
- Popowia louisii Boutique
- Popowia lucidula Engl. & Diels
- Popowia macrocarpa Baill.
- Popowia macrocarpa Engl. & Diels
- Popowia madagascariensis Cavaco & Keraudren
- Popowia malacophylla Diels
- Popowia mangenotii Sillans
- Popowia mannii Engl. & Diels
- Popowia mannii Baill.
- Popowia maritima (Baill.) Cavaco & Keraudren
- Popowia maritima Diels
- Popowia mesnyi Craib
- Popowia micrantha Baker
- Popowia mortehanii De Wild.
- Popowia nervifolia Maingay ex Hook. f. & Thomson
- Popowia nigritiana Baker f.
- Popowia nimbana Schnell
- Popowia nitida King
- Popowia novo-guineensis Miq.
- Popowia novo-guineensis Scheff.
- Popowia ntonda Pierre Msc.
- Popowia obovata (Benth.) Engl. & Diels
- Popowia ochroleuca Diels
- Popowia odoardi Diels
- Popowia oliveriana Exell & Mendonça
- Popowia orophila Boutique
- Popowia pachypetala Diels
- Popowia papuana Scheff.
- Popowia parvifolia Scheff.
- Popowia parvifolia (Oliv.) Engl. & Diels
- Popowia pervillei Baill.
- Popowia pilosa Baill.
- Popowia pisocarpa K. Schum.
- Popowia pisocarpa (Blume) Endl.
- Popowia podocarpa Diels
- Popowia polytricha Diels
- Popowia pynaertii De Wild.
- Popowia ramosissima Bedd.
- Popowia riparia Diels
- Popowia scamnopetala Exell
- Popowia schefferiana Diels
- Popowia schweinfurthii Engl. & Diels
- Popowia scytophylla Diels
- Popowia seretii De Wild.
- Popowia sororia Diels
- Popowia stenophylla Diels
- Popowia stenosepala Engl. & Diels
- Popowia stormsii De Wild.
- Popowia tomentosa Maingay & Thomson ex Hook. f.
- Popowia trichocarpa Engl. & Diels
- Popowia valida Diels
- Popowia vogelii (Hook. f.) Baill.
- Popowia whytei Stapf